# Aethomys kaiseri
Aethomys kaiseri es una especie de roedor de la familia Muridae.

## Distribución geográfica
Se encuentra en Angola, Burundi, República Democrática del Congo, Kenia, Malaui, Ruanda, Tanzania, Uganda  y Zambia.

## Hábitat
Su hábitat natural son: clima tropical o Clima subtropical, los bosques secos y húmedos montanos tropicales o subtropicales.